# Eidsbygda
Eidsbygda és un poble situat al municipi de Rauma, comtat de Møre og Romsdal, Noruega. Es troba a 12 quilòmetres al nord-oest de la ciutat d'Åndalsnes, en un istme de terra entre el Fiord de Romsdal i el Rødvenfjorden. L'església d'Eid es troba a la part oriental d'Eidsbygda. El poble de Rødven (i la històrica església de fusta de Rødven) es troben a uns 5 quilòmetres al nord d'Eidsbygda.